# Peter Agbor Tabi
Pour les articles homonymes, voir Tabi (homonymie).
Peter Agbor Tabi, né le 23 février 1951 au village de Ndekwai dans la commune d'Eyumodjock (Manyu, région du Sud-Ouest, Cameroun) et mort le 26 avril 2016 à Neuilly-sur-Seine (France), est un homme politique camerounais, recteur d'université et ministre.  

## Biographie
Il fait ses études secondaires au Lycée bilingue de Buéa (1965-1971), puis est étudiant à l’université de Yaoundé, où il obtient une licence en lettres bilingues (1975). Il étudie ensuite à l’Institut des relations internationales de l’université de Caroline du Sud, où il obtient un master (1978) et un doctorat (1982). Il a bénéficié d'une bourse du Programme Fulbright au Spelman College (Atlanta) durant l'année universitaire 1983-1984. En 1982, il est nommé maître de conférences à l'Institut des relations internationales du Cameroun à Yaoundé, dont il devient successivement directeur-adjoint (1984) puis directeur (1988).
En mai 1991, il est nommé chancelier de l’université de Yaoundé, puis lors de la scission de l'université de Yaoundé en six entités distinctes, en janvier 1994, Agbor Tabi devient brièvement recteur de l’université de Yaoundé I. Il est nommé le 21 juillet 1994 au poste de ministre de l’Enseignement supérieur et de la Recherche scientifique, où il reste jusqu'au 7 septembre 1997. À ce poste, Agbor Tabi a pour mission de rendre opérationnelles les nouvelles universités. 
Il est ensuite nommé au poste de chancelier de l'université de Buéa, puis chef du Département de l'économie internationale et Président de l'Université de Yaoundé II. 
Le 30 juin 2009, il est à nouveau nommé ministre, et exerce la fonction de secrétaire général adjoint de la Présidence de la République, succédant à ce poste à Philémon Yang, qui, la veille du 30 juin, venait d'être nommé Premier Ministre.
En 2015, il a plusieurs malaises, notamment durant une marche de solidarité contre Boko Haram à Buéa, le 18 avril 2015. Il est hospitalisé le 22 juillet 2015 à l'Hôpital américain de Paris (Neuilly-sur-Seine) et est absent durant une année des manifestations officielles. Il meurt le 26 avril 2016 à l'hôpital américain de Neuilly.

### Faits marquants
À la suite d'émeutes étudiantes à « Bassora » (nom donné, par analogie avec la crise du Golfe, au terrain vague sur lequel les étudiants contestataires tenaient leurs meetings près du campus de Ngoa-Ekelle à Yaoundé) en mai 1991, qui ont abouti à un certain nombre d'arrestations et de morts, le gouvernement camerounais le nomme au poste de chancelier de l'université de Yaoundé dans un essai de sortie de crise. Piet Konings, auteur d'une étude sur ces années de crise universitaire, considère que Tabi n'a pas tenté d'apaiser la situation, mais a consacré ses efforts à restaurer l'ordre sur le campus universitaire avec intransigeance. La crise s'accentue du fait de la demande de paiement de droits universitaires, en contradiction avec une promesse préalable du ministre de l'enseignement supérieur, et culmine le 20 janvier 1992, dans une nuit des longs couteaux, le 6 mai 1992, jour anniversaire du Massacre de Bassora. Alors que le gouvernement avait fermé les universités pour éviter des actions ce jour-là, des étudiants mènent une action, que Tabi réprime violemment en faisant intervenir des miliciens, et qui comporte notamment l'arrestation de Guiadem Ange Tekam, la directrice d'un journal étudiant. Le chancelier est par la suite nommé ministre de l'enseignement supérieur.
Le 19 décembre 2011, il est couronné chef (Nfor) de son village natal Ndekwai, succédant à son frère John Agbor Tabi.

## Publications
- 1978 : NGOs, a threat to IGOs : LONRHO and the OAU, diplôme de master (M.A.), University of South Carolina
- 1981 : The centers for training farm families : an analysis of United States assistance in Cameroon, twenty-fourth annual meeting of the African Studies Association, Bloomington, Indiana, 21-24 octobre 1981.
- 1982 : The delivery of foreign aid : a study of United States bilateral aid in Cameroon, thèse de doctorat (Ph.D.), University of South Carolina 1982
- 1984 : U.S. bilateral assistance in Africa : the case of Cameroon , Lanham, Md. : University Press of America
- 1986 : Cameroon and the UDEAC, in: Afrikaforum, vol 22, nr 3, p. 265-270.
- 1989 : International law and functional integration : the East African Community revisited, in: The African Review, vol. 16, no. 1/2, p. 16-28.
- 1995 : Magister : recueil des conférences, communications, documents, comptes rendus et notes. 1, Presses universitaires du Cameroun.